# Granfino

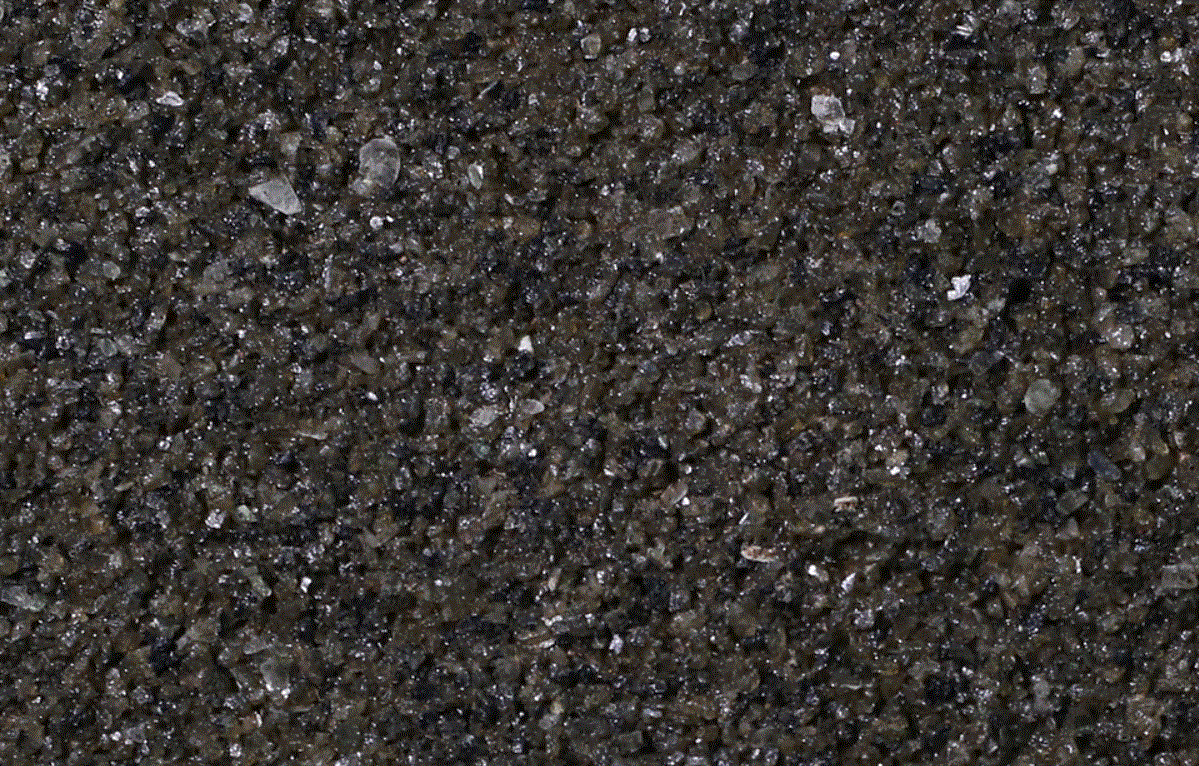
Detalhe de parede revestida com textura granfino.

O granfino é um revestimento decorativo de paredes à base de resina acrílica, amplamente utilizado no brasil, sobretudo em construções comerciais e residenciais de alto padrão. Conhecida por sua durabilidade, resistência e variedade de acabamentos, a textura do tipo granfino oferece um visual moderno, sofisticado e personalizado aos ambientes onde é aplicado.
Desenvolvida com o objetivo de proporcionar proteção e beleza às superfícies, a textura granfino se tornou uma escolha popular entre construtores, arquitetos e designers de interiores.
Seu nome deriva de uma corruptela do termo grão fino, sendo decorrente do fato de que essa textura apresenta grãos menores quando comparados à granulometria das texturas de paredes com revestimentos similares, tais como o chapisco, a marmorite ou o grafiato.

## Composição e propriedades
O granfino normalmente é composto por grãos de quartzo arredondados, resina acrílica, cargas minerais e aditivos com finalidade dar ao produto capacidade de atuar como hidro-repelente, bactericida e fungicida.
Este revestimento é muito adotado por trazer um visual composto por uma textura rústica com possibilidade de diversos efeitos conforme a técnica de aplicação, cores e combinações entre produtos. 
Por apresentar capacidade de aderência em diferentes tipos de superfícies, com vantagens diversas, tais como proteção contra umidade e resistência a agentes climáticos e manchas químicas ou causadas por exposição aos raios solares, pode ser utilizado tanto em ambientes internos, bem como em áreas externas sujeitas às intempéries.